# Publio de Zeugma
San Publio de Zeugma (Zeugma, ¿ - Zeugma, c. 380. Turquía), es también conocido como San Publio, abad. Fundó en Zeugma una comunidad de monjes de vida ascética.

## Biografía
Casi todos los datos que se tienen de él fueron transmitidos por Teodoreto de Ciro. Era hijo de un notable de Zeugma, junto al río Éufrates. Tras vender todos sus bienes y repartir los beneficios entre los pobres, vivió primero como ermitaño y después como cenobita. Al lado de su lugar de retiro fundó dos comunidades de monjes, diferenciadas por su lengua —griego y siríaco—, de las que fue su abad. Se sabe que la iglesia, a la que debían ir conjuntamente los monjes de ambas comunidades, al inicio y fin de la jornada, tenía dos coros para cada uno de los dos grupos.
Es tradición, que como abad, Publio solo permitía que los monjes comiesen verduras y pan grueso y que bebiesen agua. El queso, las uvas, el vinagre y el aceite estaban prohibidos, excepto entre la Pascua y Pentecostés. Para tener siempre presente que se debía progresar en el fervor hacia Dios, cada día añadía un detalle a las prácticas de penitencia y devoción. Tanto detestaba la ociosidad y era consciente del inestimable valor del tiempo, que decía que éste “vale más que el oro, porque vale la eternidad”.